# بطولة نادي أبو ظبي للقتال

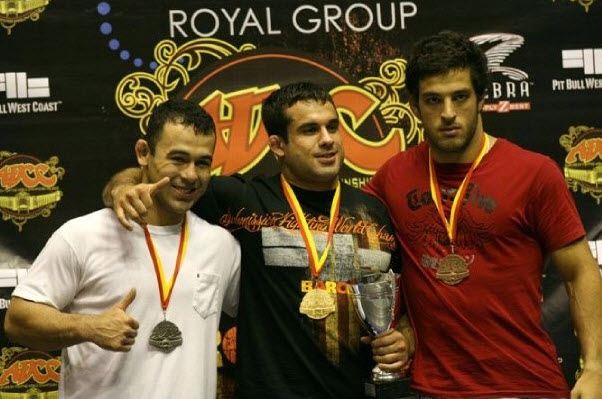
بطولة نادي أبو ظبي للقتال2009

بطولة نادي أبوظبي للقتال (بالإنجليزية: ADCC Submission Fighting World Championship)‏ هي مسابقة يتصارع فيها الرياضيون المحترفون الذين نجحوا في أعلى المستويات من المصارعة الحرة، الجودو، جيو جيتسو برازيلية، قتال السامبو وفنون القتال المختلطة. تعتمد بطولة على أساليب الإخضاع والاستسلام. ADCC هو اختصار لـ «نادي أبو ظبي القتالي» وقد تم استضافة الحدث في الأصل في أبوظبي. ضمت البلدان المضيفة اللاحقة البرازيل والصين وفنلندا وإسبانيا والمملكة المتحدة والولايات المتحدة.